# 萊昂蛇鰻
萊昂蛇鰻，為輻鰭魚綱鰻鱺目糯鰻亞目蛇鰻科的其中一種，分布於東大西洋的獅子山海域，體長可達23.2公分，棲息在沙泥底質海域，為底棲性魚類，屬肉食性，生活習性不明。

## 擴展閱讀
維基物種上的相關：萊昂蛇鰻